# Riccardo Ruotolo
Riccardo Ruotolo (15. november 1928 – 1. august 2012) var den romersk-katolske titulærbiskop af Castulo og hjælpebiskop i det romersk-katolske stift i Manifredonia-Viesti-San Giovanni Rotondo, Italien.
Ruotolo blev ordineret til præst i 1951, blev biskop i 1995 og gik på pension i 2004.

## Fodnoter
1. ↑  "San Giovanni Rotondo, morto monsignor Riccardo Ruotolo". statoquotidiano.it. Hentet 9. december 2015.
2. ↑  "E' morto Mons. Riccardo Ruotolo". teleradiopadrepio.it. Arkiveret fra originalen 4. marts 2016. Hentet 9. december 2015.